# 亞赫尼基
50°25′28″N 33°9′0″E / 50.42444°N 33.15000°E
亞赫尼基（烏克蘭語：Яхники），是烏克蘭中部的村莊，隸屬波爾塔瓦州的米爾霍羅德區。該村分別距離什梅赫利1公里和貝茲薩雷5公里，面積2,982.6平方公里，2001年人口1,339。